# Eraldo Monzeglio
Eraldo Monzeglio (5. června 1906, Vignale Monferrato Italské království – 3. listopadu 1981, Turín, Itálie) byl italský fotbalový obránce a trenér.
Fotbalovou kariéru začal v klubu Casale. Po třech letech přestoupil do Bologne. Zde zažil největší úspěchy v kariéře. S klubem vyhrál ligu (1928/29) a také dvakrát Středoevropský pohár (1932, 1934). Od sezony 1935/36 hrál za AS Řím kde zůstal do konce své kariéry v roce 1939.
Za reprezentací hrál a zvítězil na MS 1934 a MS 1938 1938. Na šampionátu 1934 byl federací FIFA zařazen i do all-stars týmu. Celkem za národní tým odehrál 35 utkání.
Po fotbalové kariéře se stal technickým ředitel klubu AS Řím a slavil s ním výhru v lize 1941/42. Od sezony 1946/47 se stal trenérem. Největší úspěch bylo vítězství s klubem Neapol ve druhé lize v sezoně 1949/50. V sezoně 1963/64 převzal po Amaralovi lavičku Juventusu.
V roce 2011 byl uveden do síně slávy italského fotbalu.

## Hráčská statistika
| Sezóna  | Klub    | Liga      | Liga   | Liga | Ligové poháry | Ligové poháry | Ligové poháry | Kontinentální poháry | Kontinentální poháry | Kontinentální poháry | Celkem | Celkem |
| Sezóna  | Klub    | Soutěž    | Zápasy | Góly | Soutěž        | Zápasy        | Góly          | Soutěž               | Zápasy               | Góly                 | Zápasy | Góly   |
| ------- | ------- | --------- | ------ | ---- | ------------- | ------------- | ------------- | -------------------- | -------------------- | -------------------- | ------ | ------ |
| 1923/24 | Casale  | 1. Divize | 1      | 0    | -             | 0             | 0             | -                    | 0                    | 0                    | 1      | 0      |
| 1924/25 | Casale  | 1. Divize | 4      | 0    | -             | 0             | 0             | -                    | 0                    | 0                    | 4      | 0      |
| 1925/26 | Casale  | 1. Divize | 21     | 1    | -             | 0             | 0             | -                    | 0                    | 0                    | 21     | 1      |
| 1926/27 | Bologna | 1. Divize | 13     | 0    | -             | 0             | 0             | -                    | 0                    | 0                    | 13     | 0      |
| 1927/28 | Bologna | 1. Divize | 21     | 0    | -             | 0             | 0             | -                    | 0                    | 0                    | 21     | 0      |
| 1928/29 | Bologna | 1. Divize | 28     | 0    | -             | 0             | 0             | -                    | 0                    | 0                    | 28     | 0      |
| 1929/30 | Bologna | Serie A   | 34     | 0    | -             | 0             | 0             | -                    | 0                    | 0                    | 34     | 0      |
| 1930/31 | Bologna | Serie A   | 31     | 0    | -             | 0             | 0             | -                    | 0                    | 0                    | 31     | 0      |
| 1931/32 | Bologna | Serie A   | 33     | 0    | -             | 0             | 0             | -                    | 0                    | 0                    | 33     | 0      |
| 1932/33 | Bologna | Serie A   | 34     | 2    | -             | 0             | 0             | -                    | 0                    | 0                    | 34     | 2      |
| 1933/34 | Bologna | Serie A   | 31     | 2    | -             | 0             | 0             | -                    | 0                    | 0                    | 31     | 2      |
| 1934/35 | Bologna | Serie A   | 26     | 0    | -             | 0             | 0             | -                    | 0                    | 0                    | 26     | 0      |
| 1935/36 | Řím     | Serie A   | 30     | 0    | -             | 0             | 0             | -                    | 0                    | 0                    | 30     | 0      |
| 1936/37 | Řím     | Serie A   | 30     | 0    | -             | 0             | 0             | -                    | 0                    | 0                    | 30     | 0      |
| 1937/38 | Řím     | Serie A   | 26     | 0    | -             | 0             | 0             | -                    | 0                    | 0                    | 26     | 0      |
| 1938/39 | Řím     | Serie A   | 22     | 0    | -             | 0             | 0             | -                    | 0                    | 0                    | 22     | 0      |
| Celkově | Celkově | Celkově   | 385    | 5    | -             | ?             | ?             | -                    | 0                    | 0                    | 385    | 5      |

## Hráčské úspěchy

### Klubové
- 1× vítěz italské ligy (1928/29)
- 2x vítěz středoevropského poháru (1932, 1934)

### Reprezentační
- 2x na MS (1934 - zlato, 1934 - zlato)
- 4x na MP (1927-1930 - zlato, 1931-1932 - stříbro, 1933-1935 - zlato, 1936-1938)

### Individuální
- 1x v All Stars team na MS (1934)
- v roce 2011 byl uveden do síně slávy italského fotbalu.

## Trenérské úspěchy

### Klubové
- 1× vítěz 2. italské ligy (1949/50)